# Perverted by Language
Perverted by Language è un album dei The Fall pubblicato nel 1983.

## Tracce

### Lato A
1. "Eat Y'Self Fitter" (Mark E. Smith) – 6:38
2. "Neighbourhood of Infinity" (Smith, Karl Burns, Paul Hanley, Steve Hanley, Craig Scanlon) – 2:41
3. "Garden" (M. Smith, Scanlon) – 8:42
4. "Hotel Blöedel" (M. Smith, S. Hanley, Brix Smith) – 3:47

### Lato B
1. "Smile" (M. Smith, Scanlon) – 5:06
2. "I Feel Voxish" (M. Smith, S. Hanley, Marc Riley) – 4:19
3. "Tempo House" (M. Smith, S. Hanley) – 8:51 (recorded live at The Haçienda, Manchester July 1983)
4. "Hexen Definitive / Strife Knot" (M. Smith, Burns, Adrian Niman, Scanlon) – 6:57